# زولتان فودور
زولتان فودور (مجاری: Zoltán Fodor؛ زادهٔ ۲۹ ژوئیهٔ ۱۹۸۵) کشتی‌گیر اهل مجارستان است.